# Zitadelle von Plymouth

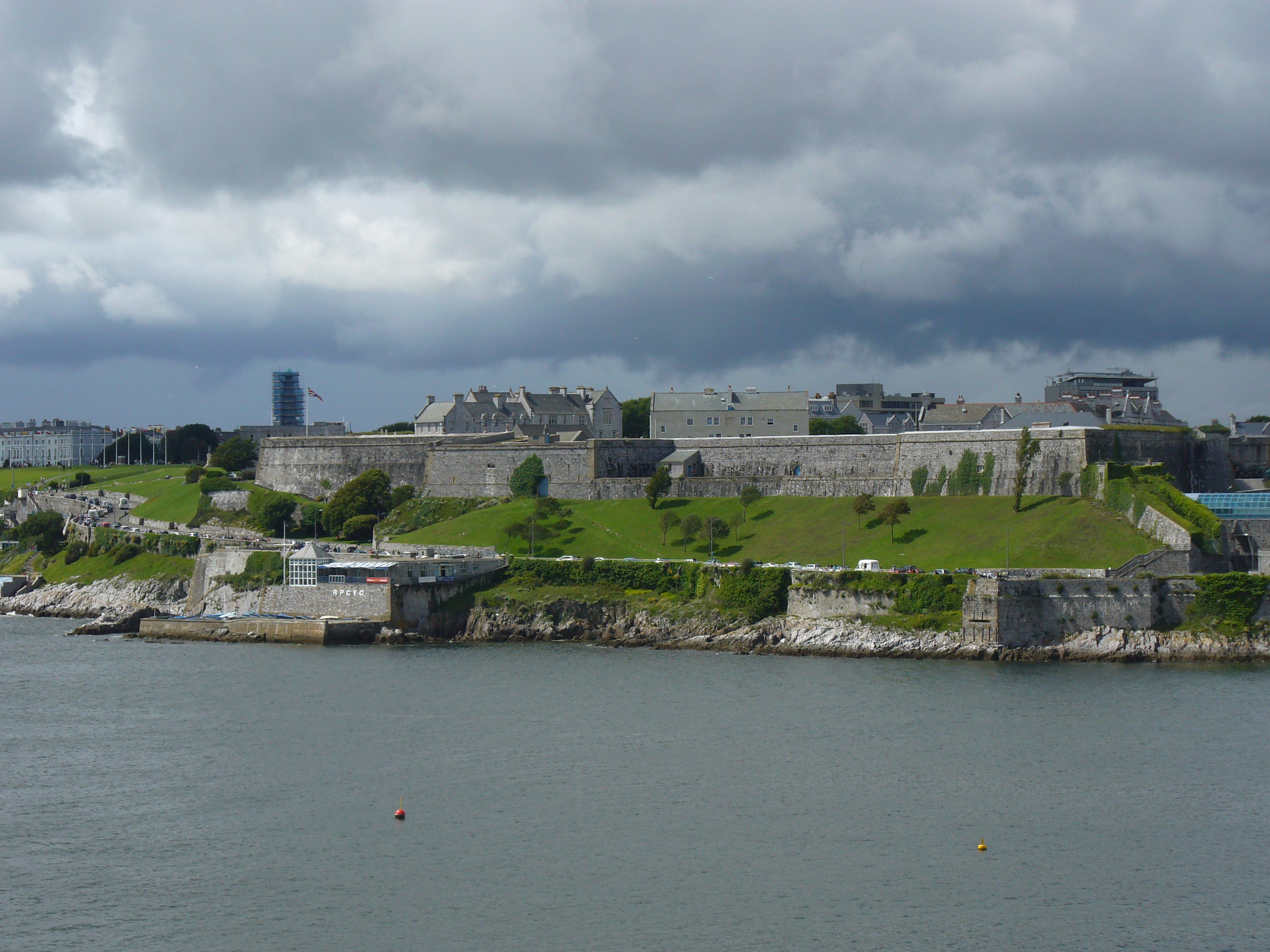
Die Zitadelle vom Mount Batten aus gesehen

Die Zitadelle von Plymouth (englisch Royal Citadel) ist eine Festung in der Grafschaft Devon in Großbritannien. Die Zitadelle liegt auf einer Anhöhe oberhalb der Stadt Plymouth.

## Lage
Die Zitadelle liegt auf dem östlichen Ende von The Hoe, einer bis zu 25 m hohen Kalksteinklippe am nördlichen Ende des Plymouth Sound. Von dort konnte sowohl die Stadt Plymouth wie auch die Einfahrt in den Hafen Sutton Pool sowie in das Cattewater, dem Mündungstrichter des River Plym beherrscht werden.

## Geschichte
Auf der strategisch wichtigen Anhöhe wurde 1370 eine St Katherine upon the Hoe genannte Kapelle geweiht, die aufgrund ihrer Lage auch als Seezeichen diente. Vermutlich wurde im 14. Jahrhundert auf der Anhöhe auch eine aus zwei Türmen bestehende Burg gebaut. Angesichts der Bedrohungen durch die spanische Flotte wurde von 1592 bis 1598 auf der Klippe eine neue Küstenbefestigung angelegt. Anstelle dieses Forts ließ Karl II. unter dem Eindruck des Englisch-Niederländischen Krieges von 1665 bis 1675 die Zitadelle nach einem Entwurf von Bernard de Gromme errichten. Mit ihrer beherrschenden Lage über der Stadt diente sie nicht nur der Verteidigung des wichtigen Hafens, sondern auch zur Kontrolle von Plymouth, das im Bürgerkrieg auf Seiten des Parlaments gestanden hatte.
Nach der Landung von Wilhelm III. im November 1688 war sie die erste englische Festung, die die Glorious Revolution unterstützte. Die Festung wurde mehrfach erneuert und erweitert. Um 1750 war sie mit 113 Kanonen bestückt. 1888 wurden die Außenwerke an die Stadt Plymouth verkauft, die den Graben verfüllen und einen Teil der Außenwerke abbrechen ließ, um die Straße Madeira Road und andere Straßen dort anzulegen.
Die Festung wurde mit Ausnahme der Luftangriffe des Plymouth Blitz, bei denen sie nur geringe Schäden erlitt, nie in kriegerische Handlungen verwickelt. Seit 1910 dient sie als Ausbildungsstätte für Artillerieeinheiten und ist heute noch Standort einer Einheit der Royal Artillery. Die historischen Bauwerke der Festung werden von English Heritage verwaltet und können im Rahmen einer Führung zweimal wöchentlich besichtigt werden.

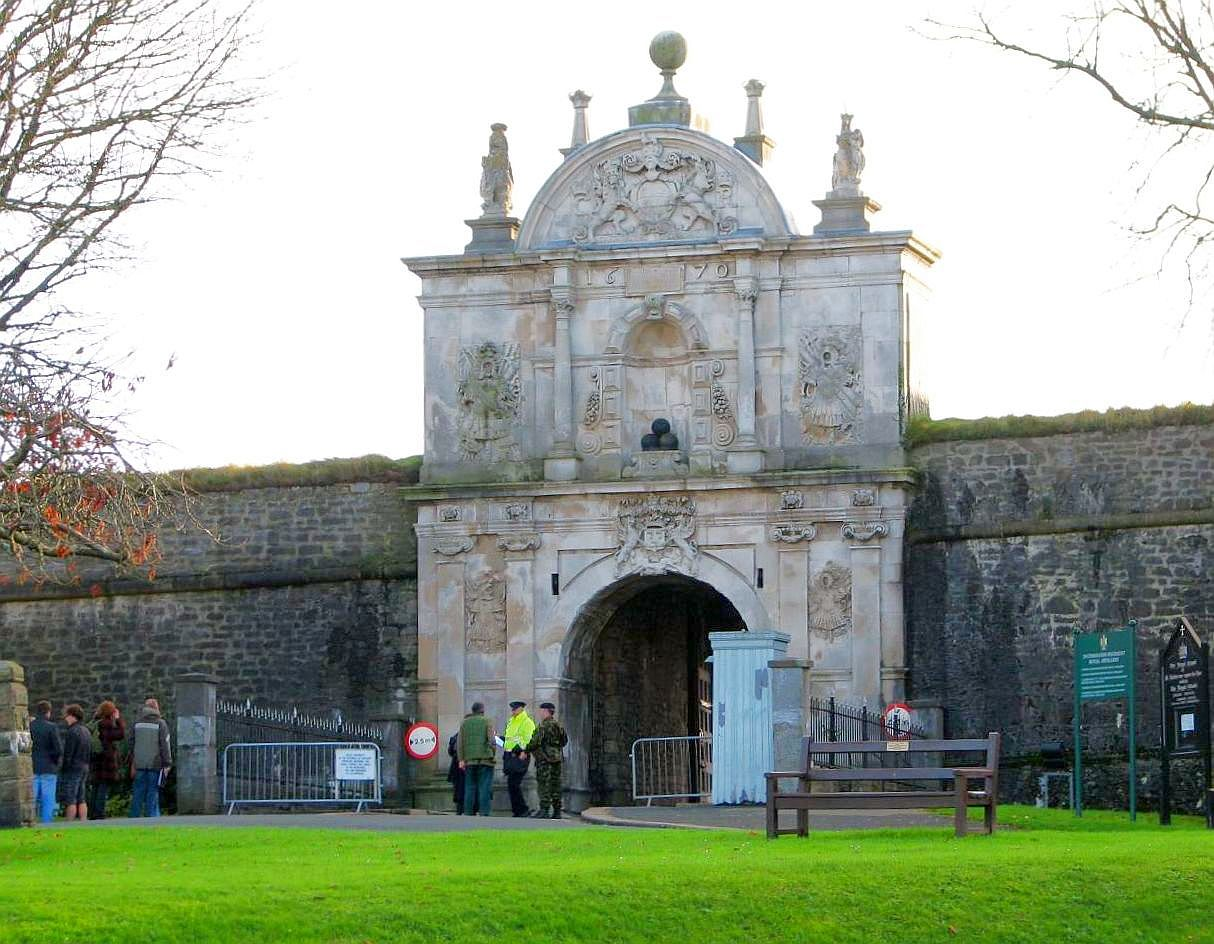
Barockes Haupttor

## Anlage
Das gegen Ende des 16. Jahrhunderts errichtete Fort hatte auf dreieckigem Grundriss zwei Bastionen nach Norden und Westen, um es gegen Angriffe von Land zu schützen. Die Mauern dieser Anlage wurden teilweise beim Bau der neuen Zitadelle mit einbezogen, sind jedoch noch erkennbar. Die Zitadelle besitzt sechs Bastionen sowie eine Halbbastion, die bis zu 21 m hohen, mit lokalem Kalkstein verkleideten Erdwälle umschließen eine Fläche von etwa 280 × 270 m. Das 1670 nach einem Entwurf von Thomas Fitch im Stile eines barocken Triumphtors errichtete Haupttor ist durch einen vorgelagerten Ravelin gesichert, der andeutungsweise als Bodenerhebung noch vorhanden ist. Ein weiteres, etwas kleiners Tor befindet sich in der benachbarten, nordwestlichen Kurtine, vor dem sich der Ravelin ebenfalls noch erkennen lässt. Im Norden und Westen ist die Zitadelle noch von einem trockenen Graben mit vorgelagerten Glacis umgeben, an den anderen Seiten wurde der Graben mit der ursprünglich vorhandenen Kontereskarpe zugeschüttet oder abgerissen. Im Südosten der Anlage befindet sich ein kleines Hafenbecken, mit dessen Hilfe die Festung im Falle einer Belagerung hätte versorgt werden können, sowie das Lower Fort. Diese Anlage stammt zum Teil noch aus dem 16. Jahrhundert, einschließlich des in der ersten Hälfte des 16. Jahrhunderts errichteten Blockhauses Fisher’s Nose.

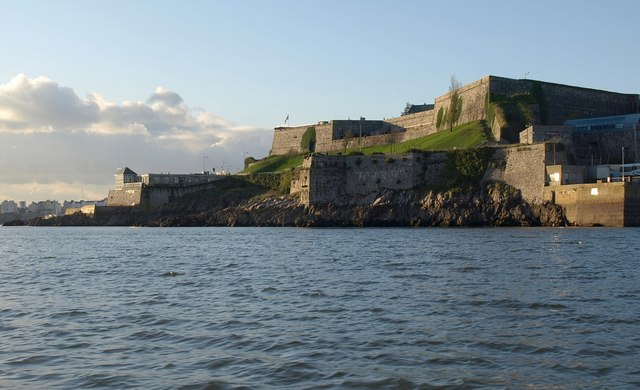
Die Zitadelle von Osten

Die Gebäude im Festungsinneren umschließen einen weiten Paradeplatz. Aus dem 17. Jahrhundert stammen noch das Wachhaus, ein Magazin sowie das Governor’s und das Lieutenant-Governor’s House. Am Rand des Platzes steht eine Georg II. darstellende Bleistatue von 1728. Die mittelalterliche Kapelle musste dem Bau der Zitadelle weichen und wurde 1677 bis 1688 durch die heutige Garnisonskirche ersetzt. 1845 wurde die Kirche erweitert.